# Ударение в праславянском языке
В праславянском языке ударение было свободным, подвижным и музыкальным, однако в большинстве современных славянских языков оно сильно изменило свой характер. Музыкальный характер ударение сохранило только в сербохорватском и словенском языках, однако в новоштокавских диалектах штокавского наречия сербохорватского ударение систематически сместилось на один слог ближе к началу слова. Восточнославянские, болгарский, словинский и кашубский языки сохранили подвижность ударения, но музыкальное ударение в них сменилось динамическим. В чешском, словацком, польском, лужицких и македонском языках ударение утратило как подвижность, так и музыкальный характер. У праславянских существительных выделяют три акцентные парадигмы, которые возникли из двух первоначальных парадигм, одна была с неподвижным ударением на первом слоге, а другая с подвижным.

## Происхождение
Древнегреческие и ведийские данные позволяют восстановить для праиндоевропейского языка две акцентные парадигмы — баритонированную (с ударением на корне) и подвижно-окситонированную.
О характере праиндоевропейского ударения ведутся споры. С одной стороны, данные ведийского санскрита, древнегреческого и балтославянских языков указывают на то, что ударение было тоническим. С другой стороны, возникновение аблаута связывается с редукцией гласных, которая обычно характерна для языков с динамическим ударением. Существуют сторонники как тонической (например, А. Мейе и Р. Бекес), так и динамической природы праиндоевропейского ударения. В то же время, существуют компромиссные позиции, согласно которым первоначально ударение носило динамический характер, а под конец существования праязыка изменило свой характер на тонический или сочетало в себе черты и динамического ударения, и тонического.
Ф. Ф. Фортунатов, Й. Миккола и С. Ившич восстанавливали для праиндоевропейского языка две интонации — акут (восходяще-нисходящая) и циркумфлекс (нисходяще-восходящая).
Д. Адамс и Дж. Мэллори, а также Т. Оландер полагают, что ударный слог произносился с высоким (или повышающимся тоном), а безударный с низким (или понижающимся).
Оригинальную гипотезу выдвинул польский лингвист Е. Курилович. Согласно этой гипотезе, древнее состояние сохраняет только ведийский санскрит, древнегреческая система акцентуации является результатом доисторических стяжений гласных, а балтославянская стала результатом передвижения ударения с начальных слогов. При этом наличие в древнегреческом и в балтославянских языках совпадений в месте ударения Курилович считает случайным и несводимым к праиндоевропейскому состоянию. Гипотеза Куриловича была отвергнута научным сообществом.
Л. Г. Герценберг создал гипотезу, согласно которой в праиндоевропейском языке было четыре тона, в основе которых лежало два различительных признака: высота/сила и ларингализованность/фарингализованность. Причём, по мнению учёного, эти тоны могли влиять на согласные звуки.

## Характеристика интонаций
Для последней фазы существования праславянского языка реконструируют два исконных тона — акут (восходящая интонация) и циркумфлекс (нисходящая интонация) и один инновационный — новый акут, появившийся в результате передвижения ударения. Ф. Ф. Фортунатов считал циркумфлекс нисходяще-восходящей интонацией. С. Б. Бернштейн также считал циркумфлекс нисходяще-восходящей интонацией, а акут — восходяще-нисходящей. В. А. Дыбо считает акут восходяще-нисходящей интонацией, а циркумфлекс нисходящей.
Основаниями для реконструкции акута как восходящей интонации является его отражение в словенском (например, vőrna > словен. vrána «ворона» с восходящей интонацией) и восточнославянских языках (например, vorna > рус. воро́на с ударением на втором слоге полногласного сочетания). Кроме того, это хорошо соотносится с латышской восходящей интонацией (латыш. mãte — праслав. ma̋ti «мать») и тем, что в прусском славянскому акуту соответствовала интонация, обозначавшаяся макроном на втором элементе дифтонга (праслав. na̋sъ — прусск. noūson).
В транскрипции акут традиционно обозначается значком á, циркумфлекс — ȁ, а новый акут — ã.
В более новых работах акут обозначается a̋, краткий циркумфлекс — ȁ, долгий циркумфлекс — ȃ, краткий новый акут — à, долгий новый акут — ã.
Праславянским интонациям регулярно соответствуют литовские, называющиеся идентично, однако произносящиеся обратно праславянским: литовский циркумфлекс (на письме ͂) является восходящей интонацией, а литовский акут (на письме ´) — нисходящей. Следует учитывать, что конечные акутированные слоги в литовском пережили сокращение по закону Лескина, и акут в них исчез (на кратких слогах в литовском интонации не различаются): лит. gerà «хорошая» при geróji «хорошая» (полная форма), *vilkúo «волком» > vilkù. Циркумфлекс в конечных слогах сохраняется: sesuõ «сестра». В жемайтском диалекте литовского акут отражён как «переломленная» интонация (прерывающаяся гортанной смычкой).
Соответствия славянских интонаций балтийским:
| Интонация   | праславянский | сербохорватский (штокавский) | словенский    | литовский      | латышский        |
| ----------- | ------------- | ---------------------------- | ------------- | -------------- | ---------------- |
| Акут        | *vólga        | влȁга «влага»                | vlága «влага» | válgyti «есть» | val̃gs «влажный»  |
| Циркумфлекс | *lǫ̑kъ         | лу̑к «лук»                    | lȏk «лук»     | lañkas «обод»  | lòks «лук, дуга» |

В свою очередь, Т. Пронк в своей статье, посвященной праиндоевропейской акцентуации, разбирая работы Дыбо и ряда других исследователей по балто-славянской акцентуации, отмечает, что, помимо древнеиндийских, возможно только праславянские интонации, но не балтские, прямо отражают праиндоевропейскую тональную систему. По мнению Т. Пронка, праславянские интонации не являются инновацией и рассмотрение их в таком качестве, часто как балто-славянской инновации, представляется затруднительным.
Х. Станг полагал, что славянский акут, в отличие от литовского, сохранил балто-славянскую природу.
З. Штибер считал, что первоначально акут и циркумфлекс находились в положении дополнительного распределения: акут стоял на долгих слогах (содержащих долгую гласную или долгий дифтонг), а циркумфлекс на кратких. Фонологизация противопоставления произошла после сокращения долгих дифтонгов.
А. Лампрехт полагал, что акут первоначально находился на слогах с долгими гласными и долгими дифтонгами, возникших после падения ларингалов, а циркумфлекс стоял на кратких дифтонгах и долгих гласных, возникших из стяжения двух кратких.
По мнению М. Каповича, акут мог находиться на любом слоге в слове, при условии, что этот слог этимологически восходил к долгому гласному, дифтонгу или дифтонгическому сочетанию: *a (< *ā, *ō), *i (< *ī), *u (< *au̯, *ou̯), *y (< *ū), *ě (< *ē), *ę, *ǫ, *ьr, *ъr, *ьl, *ъl, *er, *or, *el, *ol, а циркумфлекс мог стоять как на кратких, так и на долгих гласных.
После формулировки ларингальной теории было замечено, что прабалтославянский акут как правило стоит именно на тех слогах, в которых реконструируют ларингалы. В частности корень *u̯er- «жечь» (хеттск. u̯ar-) отразился в праславянском как циркумфлектированное *vôrnъ «ворон», а его вариант *u̯erH- (хеттск. (u̯)arḫ-) как акутированное *vórna «ворона». Циркумфлекс при этом возникал на долгих гласных, возникших из стяжения двух кратких. Это означает, что прабалтославянское противопоставление акута циркумфлексу и аналогичное греческое возникли независимо друг от друга уже после распада праиндоевропейского языка.
Ф. Кортландт считает, что прабалтославянский акут был глоттализованным тоном и сохранился в жемайтском диалекте литовского и латышском языке (переломленный тон). Согласно гипотезе Кортландта, акут характеризовался наличием гортанной смычки, а циркумфлекс её отсутствием.
Близкой позиции придерживается Дж. Ясанофф, который полагает, что праиндоевропейские сочетания -VHV- (где, V — любая гласная, а H — любой ларингал) дали в прагерманском, прабалтийском и праславянском сверхдолгие гласные, причём в балтийских и славянских языках оппозиция долгая гласная — сверхдолгая гласная была преобразована в оппозицию глоттализованный тон — неглоттализованный тон. По мнению Ясаноффа тоновая характеристика гласной была независима от места ударения.

### Метатония
В определённый момент времени в праславянском произошло явление метатонии, когда в определённых положениях (с окончания существительных на *-ša < *-xja, а также с редуцированных *ъ и *ь) ударение перемещалось на предшествующий слог с циркумфлексной интонацией. Такой слог получал новую интонацию, которую Я. Розвадовский назвал «новым акутом» («новоакутовой интонацией»).
Метатония происходила в следующих позициях:
- при утрате конечного ударного редуцированного в двусложных (после падения редуцированных — односложных) словах
  - в именительном падеже единственного числа существительных, прилагательных и притяжательных местоимений мужского рода (сербохорв. крȃљ «король», цр̑н «чёрный», мȏј «мой»)
  - в именительном падеже числительных (сербохорв. пȇт «пять»)
  - в творительном и местном падежах личного местоимения 3-го лица мужского и среднего родов (чак. ńín «им», ńén «нём»)
  - в родительном падеже множественного числа (чак. žén от ženȁ «женщина»; vlás от vlȃs «волос»; сербохорв. же́нā от жѐна; гла́вā от гла́ва «голова»; словен. žén от žéna; lás от lȃs; gláv от gláva)

Новый акут мог стоять как на кратких, так и на долгих гласных. Являлся, скорее всего, восходящей интонацией. Новый акут сохраняется в чакавских и кайкавских диалектах в виде долгого восходящего ударения, в штокавских диалектах в виде долгого нисходящего ударения (старый акут в сербохорватском языке перешёл в краткое нисходящее ударение), в словенском, чешском и восточнославянском языках новый акут совпал со старым.
А. А. Зализняк считал, что разница между акутом и новым акутом была исключительно количественной: гласный под новым акутом был долгим, а под акутом — кратким, и указывает на чакавские и словенские данные, где противопоставление акута и нового акута носит именно такой характер.
З. Штибер полагал, что метатония имела место после 600 года н. э. и к IX веку в праславянском уже было три интонации.
Для словенского языка и кайкавского диалекта сербохорватского следует постулировать наличие четвёртой интонации, также появившейся в результате метатонии: новоциркумфлексной. Однако данное явление, видимо, возникло уже после распада праславянского языка.

## Место ударения
По сравнению с праиндоевропейским языком праславянский пережил некоторые передвижки в месте ударения. Ещё к прабалтославянскому периоду относятся закон Хирта и закон Фортунатова—де Соссюра. По закону Хирта, ударение смещалось на предударный слог, если он содержал неслоговый ларингал: пра-и.е. *dʰuh2mós «дым» (санскр. धूमः IAST: dhūmáḥ, др.-греч. θυμός) > лит. dū́mai (мн. ч.), латыш. dũmi (мн. ч.), сербохорв. dȉm (род. п. dȉma), рус. дым (род. п. ды́ма).
В то же время, Т. Г. Хазагеров рассматривает закон Хирта в качестве сомнительного, а Л. А. Булаховский полагал, что в действительности не имеется надежных оснований для принятия закона Хирта в славянском, также, однако, отмечая, что поправка Лер-Сплавинского к закону Хирта, сформулированная для праславянского языка, делает его действие в славянском более вероятным.
Х. Станг и вслед за ним Ф. Кортландт, Р. Дерксен, В. Г. Скляренко и многие другие современные акцентологи отрицают действие закона Фортунатова — де Соссюра в праславянском. Представители московской акцентологической школы (В. А. Дыбо, С. Л. Николаев) в рамках одной из собственных альтернативных реконструкций праславянской акцентологии принимают действие закона Фортунатова — де Соссюра в праславянском.
Т. Пронк отмечает, что наблюдения Дыбо по размещению акцента в праславянском могут быть лучше объяснены, если рассматривать данное просодическое явление, как происходящие из размещения акцента в праиндоевропейском.

### Акцентные парадигмы существительных
В 1957 году Хр. Станг реконструировал для праславянского три акцентных парадигмы. В акцентной парадигме a акутированное ударение всегда стоит на основе, в парадигме b ударение находится всегда на окончании (после возникновения нового акута, могло падать и на корень, если в окончании был редуцированный), в парадигме c в единственном числе ударение ставится на основе, во множественном числе — на окончании. Со слов акцентной парадигмы c ударение могло смещаться на предлоги и союзы.
На происхождение парадигм с подвижным ударением существует два взгляда. Московская акцентологическая школа рассматривает их как архаичные, имеющие параллели в ведийском и древнегреческом, а Лейденская акцентологическая школа напротив считает, что подвижные парадигмы — балто-славянская инновация.
Московская акцентологическая школа реконструирует также четвёртую акцентную парадигму (d), характеризующуюся подвижным ударением. При этом, как указывает представитель этой школы — С. Л. Николаев, акцентная парадигма (d) является праславянским вариантом акцентной парадигмы (b). В свою очередь, С. Лашин утверждает, что «а. п. d в историческом развитии представляет собой дрейф от а.п. b к а.п. c, не всюду завершённый».
Праславянские акцентные парадигмы существительных *-ā-склонения:
| Акцентные парадигмы | a            | b            | c            |
| ------------------- | ------------ | ------------ | ------------ |
| И. ед.              | *ry̋ba        | *žena̍        | *voda̍        |
| Р. ед.              | *ry̋by        | *ženy̍        | *vody̍        |
| Д. ед.              | *ry̋bě        | *ženě̍        | *vȍdě        |
| В. ед.              | *ry̋bǫ        | *ženǫ̍        | *vȍdǫ        |
| Зв. ед.             | *ry̋bo        | *žȅno        | *vȍdo        |
| Тв. ед.             | *ry̋bojǫ      | *ženòjǫ      | *vodojǫ̍      |
| М. ед.              | *ry̋bě        | *ženě̍        | *vodě̍        |
| И. мн.              | *ry̋by        | *ženy̍        | *vȍdy        |
| Р. мн.              | *ry̋bъ / rŷbъ | *žènъ / žẽnъ | *vòdъ / võdъ |
| Д. мн.              | *ry̋bamъ      | *žena̋mъ      | *voda̋mъ      |
| В. мн.              | *ry̋by        | *ženy̍        | *vȍdy        |
| Тв. мн.             | *ry̋bami      | *žena̋mi      | *voda̋mi      |
| М. мн.              | *ry̋baxъ      | *žena̋xъ      | *voda̋xъ      |

Отражение акцентной парадигмы a в русском и сербохорватском, а также её литовское соответствие (литовская 1-я акцентная парадигма) на примере слова «ворона»:
|         | русский  | сербохорватский (штокавский) | литовский |
| ------- | -------- | ---------------------------- | --------- |
| И. ед.  | воро́на   | врȁна                        | várna     |
| Р. ед.  | воро́ны   | врȁнē                        | várnos    |
| Д. ед.  | воро́не   | врȁни                        | várnai    |
| В. ед.  | воро́ну   | врȁну                        | várną     |
| Зв. ед. |          | врȁно                        | várna     |
| Тв. ед. | воро́ной  | врȁнōм                       | várna     |
| М. ед.  | воро́не   | врȁни                        | várnoje   |
| И. мн.  | воро́ны   | врȁне                        | várnos    |
| Р. мн.  | воро́н    | врâнā                        | várnų     |
| Д. мн.  | воро́нам  | врȁнама                      | várnoms   |
| В. мн.  | воро́н    | врȁне                        | várnas    |
| Тв. мн. | воро́нами | врȁнама                      | várnomis  |
| М. мн.  | воро́нах  | врȁнама                      | várnose   |

Для акцентной парадигмы a характерна акутовая, значительно реже новоакутовая, интонация.
В акцентной парадигме b ударение на корне новоакутовое, а на окончании — акутовое.
Отражение акцентной парадигмы c в русском и сербохорватском, а также её литовское соответствие (литовская 3-я акцентная парадигма) на примере слова «голова»:
|         | русский  | сербохорватский (штокавский) | литовский |
| ------- | -------- | ---------------------------- | --------- |
| И. ед.  | голова́   | гла́ва                        | galvà     |
| Р. ед.  | головы́   | гла́ве                        | galvõs    |
| Д. ед.  | голове́   | глȃви                        | gálvai    |
| В. ед.  | го́лову   | глȃву                        | gálvą     |
| Зв. ед. | голова́   | гла́во                        | galvà     |
| Тв. ед. | голово́й  | гла́вōм                       | gálva     |
| М. ед.  | голове́   | глȃви                        | galvojè   |
| И. мн.  | го́ловы   | глȃве                        | gálvos    |
| Р. мн.  | голо́в    | глȃвā                        | galvų̃     |
| Д. мн.  | голова́м  | гла́вама                      | galvóms   |
| В. мн.  | го́ловы   | глȃве                        | gálvas    |
| Тв. мн. | голова́ми | гла́вама                      | galvomìs  |
| М. мн.  | голова́х  | гла́вама                      | galvosè   |

В акцентной парадигме c ударение, стоящее на корне, обычно циркумфлексное. Ударение на окончании акутовое, реже новоакутовое.

## Отражение праславянского ударения в языках-потомках

### Южнославянские языки
В сербохорватских диалектах системы ударений очень сильно варьируются. Почти везде ударение является свободным (хотя есть говоры со связанным ударением). В части говоров тоновое различие было утрачено, в остальных количество интонаций различается от двух до шести.
В новоштокавских диалектах сербохорватского, на котором основываются литературный сербохорватский, акут отразился как краткая нисходящая интонация (в транскрипции̏ : врȁна «ворона», слȁма «солома», јȁма «яма», бре̏за «берёза»), а циркумфлекс как долгая нисходящая (в транскрипции ̂ : брêг «берег», грâд «город»). Новый акут также отразился как долгая нисходящая интонация. В многосложных (более, чем два слога) словах краткая нисходящая интонация стоит на слогах со старым циркумфлексом, переживших сокращение. Долгая нисходящая интонация также может стоять на слогах со старым кратким нисходящим ударением, переживших заменительное удлинение в результате падения редуцированных. При этом произошла оттяжка ударения на один слог ближе к началу слова. В слогах, на которые сместилось ударение, сохраняется исконное противопоставление гласных по долготе, но интонация является всегда восходящей (краткая восходящая обозначается значком `, а долгая восходящая — ´): ви́но при чак. vīnȍ и рус. вино́, да́вати при чак. dāvȁti и рус. дава́ть, сѐстра при чак. сестрȁ и рус. сестра́.
В староштокавских диалектах сербохорватского сохраняется старая система акцентуации, в которой не произошло сдвига ударного слога на один слог ближе к началу слова.
В чакавском диалекте сербохорватского акут и новый циркумфлекс отразились как краткая нисходящая интонация (акут: cȅsta «дорога», lȉpa «липа», krȁva «корова»; новый циркумфлекс: kȍra «кора», kȍža «кожа»), циркумфлекс как долгая нисходящая (jâje «яйцо», mêso «мясо», mûž «муж»), новый акут как восходяще-нисходящая интонация (в транскрипции ͂ : krãļ «король», klẽtva «проклятие», gospodãr «хозяин»). Помимо такой системы трёх тонов, в чакавских говорах представлены самые разнообразные системы, от вообще неразличающих тонов до различающих пять тонов (три чакавских тона + долгая восходящая и краткая нисходящая интонации, как в штокавском диалекте).

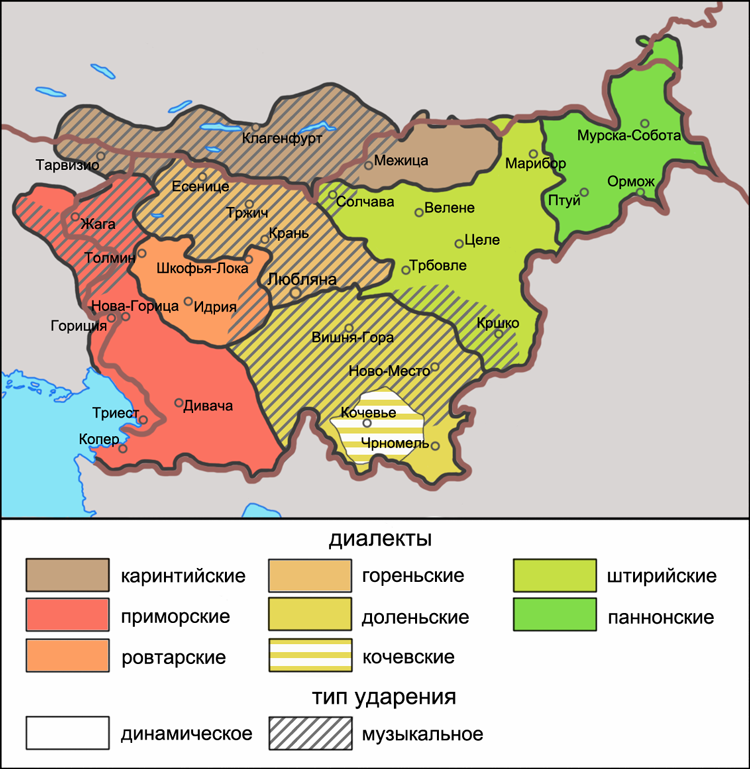
Распространение динамического и музыкального (тонического) типов ударения в диалектах словенского языка

В литературном словенском различаются три интонации: краткая нисходящая (в транскрипции ȁ или à), долгая нисходящая (ȃ) и долгая восходящая (á). Противопоставление кратких и долгих ударных гласных под ударением возможно только в конечном слоге. Старое нисходящее ударение сдвинулось на один слог ближе к концу слова: *ȍbvolkъ > oblȃk «облако» (шток. ȍblāk), *zȏlto > zlatọ̑ «золото» (шток. zlȃto). Новый циркумфлекс сохраняет своё место: mẹ̑sec «месяц». Старый акут в последнем слоге отражается как краткая нисходящая интонация: *pőrgъ > prȁg «порог», в непоследнем как долгая восходящая (при этом неконечные ударные слоги удлинились): gen. sg. *pőrga > prága «порога». Краткий новый акут дал те же рефлексы, что и старый акут, а долгий новый акут отражается как долгая восходящая интонация во всех позициях: králj «король».
С конечного открытого слога краткое ударение сдвинулось на один слог влево: ženȁ > žéna «жена», glavȁ > gláva «голова». В отличие от штокавского в словенском не сохранилась старая предударная долгота, но при передвижке ударения на старые долгие e и o они отразились как закрытые (*trǭba̍ > trọ́ba «труба»), а краткие как открытые (*noga̍ > nóga «нога»).
В современном болгарском утратились тоновые различия, но ударение по-прежнему является разноместным. Как правило место праславянского ударения сохраняется, но в ряде случае ударение сдвинулось с последнего открытого слога ближе к началу слова: мля̀ко «молоко», сѐло «село», вѝно «вино», решѐто «решето». У слов с начальным циркумфлексом ударение смещалось в членной форме на артикль (*mę̑so «мясо» — *męsoto̍ «(это) мясо» как град «город» — градъ̀т «(этот) город»), а затем аналогично приведённым ранее примерам смещалось на один слог ближе к началу слова (месо̀то), а затем по аналогии место ударения меняли и нечленные формы: месо̀, небо̀ «небо», око̀ «глаз», полѐ «поле», злато̀ «золото».
В македонском тоновые различия также были утрачены. В литературном языке ударение фиксированное — всегда на третьем слоге от конца слова. Однако в восточных диалектах ударение по-прежнему является свободным.

### Восточнославянские языки
Для древнерусского засвидетельствованы 3 акцентные парадигмы: a, b, c (с некоторыми их вариантами). Бывшая акцентная парадигма d выглядит как c c отклонениями к b или наоборот. Первоначально различались по качеству автономное ударение (полноударных форм) и автоматическое ударение (энклиноменов). Они совпали по качеству приблизительно в XIV веке, и это является главным событием в истории русского ударения. В современном русском языке акцентных парадигм больше, но они группируются в акцентные типы A, B, C — наследники акцентных парадигм a, b, c (названия типов не всегда соответствуют названиям старых парадигм).
Кроме того, существовало ритмическое ударение, которое обычно ставилось через слог после основного. В отдельных случаях оно приходилось на конечный слог независимо от счета слогов.
Со временем достаточное большое количество слов перешло в другую акцентную парадигму. Некоторые морфемы изменили свою акцентную маркировку, в связи с чем некоторые формы получили другое ударение, даже в пределах одной парадигмы. Примеры:
- (c) водою́, на́ воду > (нов. d') водо́ю, на́ воду/на во́ду (спущен на́ воду, дует на во́ду)

- (c) гла́ва, на́ главу > (b) > (нов. d) глава́, на главу́

- (b) веселье́ > (c) ве́селье > (нов. *a) весе́лье

- (c) ре́че > (c) рече́

- (c,c) зо́ву, зовете́, ле́жу, лежите́ > (нов. b/c,b) зову́, зове́те, лежу́, лежи́те

Восточнославянские языки утратили тоновые различия, однако косвенно сохраняют противопоставление акута и циркумфлекса в слогах с полногласием. На месте циркумфлекса ударение падает на первый слог полногласного сочетания, на месте старого акута и долгого нового акута — на второй: рус. го́род при сербохорв. грâд, но рус. коро́ва при сербохорв. крȁва, рус. соло́ма при сербохорв. слȁма.
Группы *orT, *olT под акутовой интонацией у всех славян изменились в raT, laT, под циркумфлексной и новоакутовой в южнославянских языках и словацком дали также raT, laT, а в западных (кроме словацкого) и восточных roT, loT.
Разницу между акутом и новым акутом восточнославянские языки полностью утратили. Иногда новоакутовый генезис приписывают закрытому ô в севернорусских говорах, а также рефлексам орі́, олі́, ері́ в слогах с метатезой плавных в украинском языке. Однако детальный разбор обоих случаев показывает, что такое предположение безосновательно.
Место ударения в литературных восточнославянских языках отличается незначительно, хотя в диалектах ситуация может быть иной.

### Западнославянские языки
В чешском музыкальное ударение сменилось экспираторным, подвижность также была утрачена, в XII—XIII веках ударение закрепилось на первом слоге. Гласные под акутом отразились как долгие (vrána «ворона», sláma «солома», kláda «колода», bříza < břieza «берёза», umřít < umřieti «умереть»), а под циркумфлексом как краткие (břeh «берег», hrad «за́мок»). Как долгий, так и краткий новый акут давал в чешском долготу: klíč «ключ», vůle «воля», kůže «кожа», můžeš «ты можешь». Встречаются чередования долгих и кратких гласных (kráva «корова» — krav «коров»), но следует учитывать, что во многих случаях они были устранены в результате аналогии.
Как и в чешском, в словацком ударение зафиксировалось на первом слоге. Гласные под старым акутом и циркумфлексом отразились как краткие (krava «корова», dub «дуб», vlas «волос»), а под новым акутом как долгие (stôl «стол», rúčka «ручка», hláv «голов», rúk «рук»). Кроме того, для словацкого характерен «ритмический закон», согласно которому при наличии двух долгих гласных в слове второй сокращается: krásny «красивый» при чеш. krásný.
В польском в XIV—XV веках ударение закрепляется на первом слоге, а к началу XVIII века сменяется парокситоническим. Однако кое-какие следы праславянского ударения в польском сохранились: новый акут отразился как долгота гласных. Впоследствии количественное противопоставление сменилось качественным: долгие гласные отразились как ą, ó (в диалектах также å и é), а краткие как ę, o, a и e.
В верхнелужицком противопоставление интонаций отразилось в слогах, переживших метатезу плавных (*TorT, *TolT, *TerT, *TelT > TroT, TloT, TreT, TleT, где T — любой согласный). В слогах с бывшим акутом обнаруживаются гласные ó и ě, а в слогах с бывшим циркумфлексом — o и e: błóto «болото», wróna «ворона», črjóda «стадо», brěza «берёза», krówa «корова», dróga «дорога», но złoto «золото», drjewo «дерево», črjewo «живот». Начальные группы *orT, *olT под акутовой интонацией изменились в raT, laT, а под циркумфлексной и новоакутовой в roT, loT. Как и в чешском, ударение в верхнелужицком закрепилось на первом слоге.
В нижнелужицком следы старой акцентуации также сохраняются в слогах с метатезой плавных, при этом циркумфлектированные и акутированные слоги дали краткие рефлексы, как в польском и словацком. Однако поздние собственно нижнелужцкие процессы в очень большой степени затёрли старые рефлексы.

### Сводные таблицы
Отражение праславянского ударения в языках-потомках:
| языки                  | свободное ударение          | тон               | смыслоразличительная долгота | следы старой долготы |
| ---------------------- | --------------------------- | ----------------- | ---------------------------- | -------------------- |
| штокавский             | +                           | + (в диалектах -) | +                            | +                    |
| словенский             | +                           | + (в диалектах -) | +                            | +                    |
| болгарский             | +                           | -                 | -                            | -                    |
| македонский            | - (в диалектах +)           | -                 | -                            | -                    |
| чешский и словацкий    | - (в словацких диалектах +) | -                 | +                            | +                    |
| польский               | -                           | -                 | -                            | +                    |
| лужицкие               | -                           | -                 | -                            | +                    |
| кашубский и словинский | +                           | -                 | -                            | +                    |
| восточнославянские     | +                           | -                 | -                            | - (в диалектах +)    |

Отражение праславянских интонаций в языках-потомках:
| Интонация          | русский | чешский       | словацкий | польский | штокавский | чакавский | кайкавский | словенский |
| ------------------ | ------- | ------------- | --------- | -------- | ---------- | --------- | ---------- | ---------- |
| Акут               | воро́на  | vrána         | vrana     | wrona    | врȁна      | vrȁna     | vrȕno      | vrána      |
| Акут               | горо́х   | hrách         | hrach     | groch    | грȁх       | grȁh      | grȍh       | gràh       |
| Долгий новый акут  | коро́ль  | král          | kráľ      | król     | крâљ       | králj     | krõlj      |            |
| Долгий циркумфлекс | во́рон   | havran «грач» |           |          | врâн       |           |            | vrân       |
| Долгий циркумфлекс | во́лос   | vlas          | vlas      | włos     | vlâs       |           | lâos       | lâs        |

## История изучения
«Классическая» теория акцентологии была сформирована в трудах А. Бецценбергера, Ф. Ф. Фортунатова, Ф. де Соссюра, А. Лескина, Ф. Ханссена, Г. Хирта, А. А. Шахматова, А. Мейе, Л. Л. Васильева, М. Г. Долобко, С. Ившича и Л. А. Булаховского.
Поворотным моментом считается выход в 1957 году монографии Хр. Станга Slavonic Accentuation, где доказывалось существование в праславянском трёх акцентных парадигм, происхождение нового акута в результате оттяжки ударения, а также тот факт, что новый циркумфлекс является локальной словенско-кайкавской инновацией. Кроме того Станг показал тождество литовской акцентной парадигмы 3 и славянской парадигмы c, из чего вытекала неправомерность закона Фортунатова — де Соссюра, признаваемого ранее всеми акцентологами.
Идеи Станга получили развитие в трудах представителей «Московской акцентологической школы», в первую очередь В. М. Иллич-Свитыча и В. А. Дыбо, а также Р. В. Булатовой, А. А. Зализняка и С. Л. Николаева. Эту концепцию также называют «морфологической», а «классическую» концепцию — «фонетической».